# Cleistanthus pyrrhocarpus
Cleistanthus pyrrhocarpus är en emblikaväxtart som beskrevs av Airy Shaw. Cleistanthus pyrrhocarpus ingår i släktet Cleistanthus och familjen emblikaväxter. Inga underarter finns listade i Catalogue of Life.